# Loire 70
Loire 70 — французская разведывательная летающая лодка компании Loire.

## История
Первый прототип совершил полет 28 декабря 1933 года. Практически сразу выяснилось, что конструкторы сделали несколько просчетов, в результате которых самолёт не показал требуемых характеристик. В процессе доработок самолёт оставили без передней пулеметной точки, зато штурмана переместили в носовую часть фюзеляжа, улучшив сектор обзора.
Несмотря на явную моральную устарелость летающие лодки Loire 70 строились серийно и с 1936 года состояли на вооружении авиации ВМС Франции. Основным их местом применения стало Средиземное море, где они вели разведку, базируясь на юге Франции и в Северной Африке. Данный самолёт стоял на вооружении до мая 1940 года, после чего были списаны.

## Лётные данные
- Размах крыла, м: 30.00
- Длина самолёта, м: 19.58
- Высота самолёта, м: 6.45
- Площадь крыла, м2: 136.00
- Масса, кг
  - пустого самолёта: 6635
  - максимальная взлетная: 11500
- Тип двигателя: Gnome-Rhone 9Kfr
- Мощность, л. с.: 3 х 740
- Максимальная скорость, км/ч: 220
- Крейсерская скорость, км/ч: 174
- Практическая дальность, км: 2200
- Экипаж, чел: 7
- Вооружение: шесть 7.5-мм пулеметов Darne, бомбовая нагрузка — 600 кг